# Gutty Sereno
Paulo Jorge Fernandes Sereno (* 24. Oktober 1983 in Salvaterra de Magos), eigentlich unter dem Namen Gutty Sereno bekannt, ist ein ehemaliger portugiesischer Fußballspieler. Er wird im offensiven Mittelfeld eingesetzt.

## Karriere

### Jugend und Anfangszeit in Portugal
Er kommt aus der Jugend von Sporting Lissabon, in welcher U-19 er auch bis zum Sommer 1999 spielte. Danach ging es für ihn weiter in die U-19 des FC Alverca, von der er im Juli 2000 weiter zur U-19 des Real SC verliehen wurde. Nach seiner Rückkehr nach Alverca spielte er noch bis zum August 2002 dort und wurde dann erneut verliehen. Dieses Mal zur B-Mannschaft von Benfica Lissabon. Nach dem Ende dieser Leihe verließ er den Verein und wechselte zum unterklassig spielenden Verein CD Alcains. Dort spielte er dann in der Saison 2003/04 nach derer er sich dem União Madeira anschloss. Seine Zeit dort sollte aber auch nur eine Saison überdauern und somit ging er danach zu einem neuen Verein, dieses Mal zum Abrantes FC.

### Einsätze bei ausländischen Erstligisten
Wieder eine Saison später verließ er erstmals Portugal und schloss sich dem griechischen Klub AO Kavala an. Dort hielt es ihn aber ein weiteres Mal nur bis zum Ende der Saison, danach kehrte er nach Madeira zurück, wo er schon einmal eine Saison aktiv war. Danach ging es weiter in Portugal zu GDR Monsanto, mit welchen er in der portugiesischen dritten Liga spielen konnte. Anfang 2010 verließ er dann sein Heimatland erneut um sich in Zypern dem Erstligisten Doxa Katokopias anzuschließen, seinen ersten Einsatz in der Liga erhielt er am 6. Februar bei der 3:0-Auswärtsniederlage gegen Anorthosis Famagusta. Insgesamt kam er bis zum Ende der Saison dann auch nur noch auf zwei weitere Einsätze. Zur Saison 2010/11 ging es dann zur nächsten Insel nach Malta zum Hibernians FC. Hier hatte er seinen ersten Einsatz in der maltesischen Premier League bei einem 1:1 gegen den FC Floriana am 4. Dezember 2010. Hier kam er bis zum Ende dann aber auch nur noch auf zwei weitere Einsätze. Im nächsten Jahr ging er dann bis zum Saisonende wieder zu Monsanto zurück. Zur nächsten Saison ging es für ihn dann zum Clube Oriental de Lisboa, für welchen er dann wieder einmal eine Saison lang auflief. Die erste Halbzeit der Saison 2012/13 verbrachte er dann beim SC União Torreense und wechselte zur zweiten Halbzeit zum damaligen Zweitligisten Atlético CP. Dort kam er dann bei einem 0:0 bei Sporting Lissabon B zum ersten Mal bei einem Spiel einer portugiesischen Profiliga zum Einsatz. Nach der Saison 2012/13 stieg Atlético als Tabellenletzte ab und Sereno verließ den Verein.

### Zeit in Deutschland und Karriereende
Im Sommer wechselte er dann zum ersten Mal nach Deutschland zum BSV Rehden in der Regionalliga Nord. Seinen ersten Einsatz dort sollte er zuhause bei einem 1:1 gegen Hannover 96 II haben, dort wurde er aber auch erst in der 89. Minute eingewechselt. Darauf sollten dann ebenfalls wieder nur drei weitere Einsätze bis zum Ende des Jahres folgen. Am 27. Januar 2014 wechselte er dann innerhalb von Niedersachsen zum Oberligisten TB Uphusen. Dort kam er dann bis zum Ende der Saison noch einmal in neun Spielen zum Einsatz. Seinen ersten Einsatz in der Oberliga, in Form einer Einwechslung in der zweiten Halbzeit, hatte er dann bei der 2:1-Niederlage beim 1. FC Wunstorf. In der Saison 2014/15 kam er dann ebenfalls noch einmal in neun Spielen zum Einsatz, bis es ihn im Januar 2015 wieder nach Portugal verschlug, um dort seine Karriere ausklingen zu lassen. Beim UD Vilafranquense spielte er dann noch bis zum Ende der Saison 2017/18 und beendete danach seine Karriere.